# У Криму не завжди літо
«У Криму не завжди літо» — український радянський художній фільм 1987 року про російського революціонера і радянського партійного діяча Дмитра Ульянова.

## Сюжет
Історико-біографічна картина розповідає про молодшого брата Леніна — Дмитра, який керував становленням радянською курортною охороною здоров'я у Криму після Громадянської війни в Росії.

## У ролях
- Олександр Ткачонок —  Дмитро Ульянов
- Юрій Каюров —  Володимир Ленін
- Нора Грякалова —  Розалія Землячка
- Валерій Баринов —  Юрій Гавен
- Борис Бистров —  Бела Кун
- Тарас Денисенко —  пустотливий
- Ульмас Аліходжаев —  Салямов
- Михайло Жигалов —  Аргинская
- Микола Гринько —  Гордій Пилипович Нащокін
- Олександр Лазарєв —  Микола Семашко
- Андрій Ростоцький —  Карельцев
- Інара Слуцька —  Олександра Федорівна
- Євген Лазарєв —  Максиміліан Волошин

## Знімальна група
- Режисер-постановник: Віллен Новак
- Сценаристи: Ігор Болгарин, Віктор Смирнов
- Оператор-постановник: Вадим Авлошенко
- Композитор: Владислав Кладницький
- Художник-постановник: Лариса Токарева
- Художник по костюмах: Неллі Мельничук
- Звукооператор: Георгій Заволока
- Диригент: Станіслав Горковенко